# Чумляк (село)
Чумляк — село, административный центр Чумлякского сельсовета в Щучанском районе Курганской области России.

## География
Село расположено на берегу реки Миасс в 11 км к север-северо-западу от города Щучье.

## История
Чумляцкая слобода, обнесённая деревянным укреплением, построена на высоком берегу Мияса, потопляющей низменная места, ниже впадающей в оную с сей стороны реки Большого Чумляка и истока малого Чумляка.
До 1917 года центр Чумлякской волости Челябинского уезда Оренбургской губернии. По данным на 1926 год состояло из 395 хозяйств. В административном отношении являлось центром Чумлякского сельсовета Щучанского района Челябинского округа Уральской области.

## Инфраструктура
- Школа
- Музей[4]

## Население
| 1989 | 2002 | 2010 |
| ---- | ---- | ---- |
| 1181 | ↘585 | ↗968 |

По данным переписи 1926 года в селе проживало 1635 человек (746 мужчин и 889 женщин), в том числе: русские составляли 100 % населения.
Национальный состав населения: русские, цыгане.